# Josep Tero
Josep Tero (La Escala, Gerona - 26 de noviembre de 1951) es un cantautor español en lengua catalana.

## Trayectoria artística
Irrumpió en la escena musical de los años 80, como uno de los máximos exponentes de la llamada "segona generació" (segunda generación) de la Nova Cançó en catalán. 
Debutó en 1982, en un concierto con Lluís Llach y Marina Rossell. Desde aquel momento, ha actuado a lo largo de los territorios de lengua y cultura catalana y en otros lugares de Europa y de Estados Unidos. Su obra destaca por la labor de divulgación de la poesía catalana y la canción tradicional, así como por las canciones comprometidas con la defensa del medio ambiente y las libertades individuales y colectivas.

## Discografía
- Josep Tero en Discogs

- Batecs d'ocells (Batidos de pájaros) (Picap, 1986)
- Raval (Picap, 1990)
- Primeres cançons (Primeras canciones) (Picap, 1993), que recogen las piezas más destacadas de los dos discos anteriores.
- Lladre d'amor (Ladrón de amor) (Picap, 1995), donde combina la poesía de Joan Salvat-Papasseit con canciones de ladrones y bandoleros.
- Camins de Tarda (Caminos de tarde) (Picap, 1998), una recopilación de poesía contemporánea catalana musicada.
- Sal (Picap, 2001), con un conjunto de baladas del siglo XII hasta ahora y canciones propias
- Et deixaré la veu (Te dejaré la voz) (2002), a partir de un espectáculo musical sobre textos de la escritora catalana Maria Àngels Anglada.
- Fronteres (Fronteras) (2009), un conjunto de canciones de diversas culturas mediterráneas y en diferentes lenguas.
- D'un mateix mar (De un mismo mar) (Temps record, 2014). Trabajo basado en la poemas de mujeres mediterráneas de todos los tiempos.
- Kavafis en concert (Temps Record, 2016)
- Fugir i salvar-se (Temps Record, 2022)